# Drowned Cays
Drowned Cays är öar i Belize. De ligger i distriktet Belize, i den östra delen av landet, 80 km öster om huvudstaden Belmopan.